# Aclis minor
Aclis minor is een slakkensoort uit de familie van de Eulimidae. De wetenschappelijke naam van de soort werd in 1827 voor het eerst geldig gepubliceerd door Brown.